# Jeux asiatiques
Les Jeux asiatiques, aussi appelés Jeux panasiatiques ou Jeux d'Asie, sont une compétition multisports organisée tous les quatre ans par le Conseil olympique d'Asie. Ils rassemblent des sportifs de toute l'Asie.
Les Jeux asiatiques se déclinent en quatre événements : les Jeux asiatiques, les Jeux asiatiques d'hiver, les Jeux asiatiques et d'arts martiaux en salle et les Jeux asiatiques de plage dont la première édition a lieu en 2008. Les Jeux para-asiatiques sont quant à eux dédiés aux athlètes handisports.
Ils sont considérés comme le second évènement multisports le plus important au monde, après les Jeux olympiques, et le plus important en Asie, rassemblant près de 12 000 athlètes,.

## Jeux asiatiques
| Année | Édition | Ville hôte           | Pays            | Dates              | Jeux paralympiques       |
| ----- | ------- | -------------------- | --------------- | ------------------ | ------------------------ |
| 1951  | Ier     | New Delhi            | Inde            | 4 - 11 mars        | Non                      |
| 1954  | IIe     | Manille              | Philippines     | 1er - 9 mai        | Non                      |
| 1958  | IIIe    | Tokyo                | Japon           | 24 mai - 1er juin  | Non                      |
| 1962  | IVe     | Jakarta              | Indonésie       | 24 août - 4 sept.  | Non                      |
| 1966  | Ve      | Bangkok              | Thaïlande       | 9 - 20 décembre    | Non                      |
| 1970  | VIe     | Bangkok              | Thaïlande       | 9 - 20 décembre    | Non                      |
| 1974  | VIIe    | Téhéran              | Iran            | 1er - 16 septembre | Non                      |
| 1978  | VIIIe   | Bangkok              | Thaïlande       | 9 - 20 décembre    | Non                      |
| 1982  | IXe     | New Delhi            | Inde            | 19 nov. - 4 déc.   | Non                      |
| 1986  | Xe      | Séoul                | Corée du Sud    | 20 sept. - 5 oct.  | Non                      |
| 1990  | XIe     | Pékin                | Chine           | 22 sept. - 7 oct.  | Non                      |
| 1994  | XIIe    | Hiroshima            | Japon           | 2 - 16 octobre     | Non                      |
| 1998  | XIIIe   | Bangkok              | Thaïlande       | 6 - 20 décembre    | Oui (10-19 janvier 1999) |
| 2002  | XIVe    | Busan                | Corée du Sud    | 29 sept. - 14 oct. | Oui (26 oct. - 1 nov.)   |
| 2006  | XVe     | Doha                 | Qatar           | 1er - 15 décembre  | Non                      |
| 2010  | XVIe    | Canton               | Chine           | 12 - 27 novembre   | Oui (12 - 19 décembre)   |
| 2014  | XVIIe   | Incheon              | Corée du Sud    | 19 sept. - 4 oct.  | Oui (18 - 24 octobre)    |
| 2018  | XVIIIe  | Jakarta et Palembang | Indonésie       | 18 août - 2 sept.  | Oui (8 - 16 octobre)     |
| 2023  | XIXe    | Hangzhou             | Chine           | 10 - 25 sept.      | Oui                      |
| 2026  | XXe     | Nagoya               | Japon           | À venir            | Oui                      |
| 2030  | XXIe    | Doha                 | Qatar           | À venir            | Oui                      |
| 2034  | XXIIe   | Riyad                | Arabie saoudite | À venir            | Oui                      |

## Jeux asiatiques d'hiver
| Année | Édition | Ville hôte | Pays            | Dates              | Ref. |
| ----- | ------- | ---------- | --------------- | ------------------ | ---- |
| 1986  | Ier     | Sapporo    | Japon           | 1er - 8 mars       |      |
| 1990  | IIe     | Sapporo    | Japon           | 9 - 14 mars        |      |
| 1996  | IIIe    | Harbin     | Chine           | 4 - 11 février     |      |
| 1999  | IVe     | Gangwon    | Corée du Sud    | 30 janv. - 6 févr. |      |
| 2003  | Ve      | Aomori     | Japon           | 1er - 8 février    |      |
| 2007  | VIe     | Changchun  | Chine           | 28 janv. - 4 févr. |      |
| 2011  | VIIe    | Almaty     | Kazakhstan      | 30 janv. - 6 févr. |      |
| 2017  | VIIIe   | Sapporo    | Japon           | 19 - 26 février    |      |
| 2025  | IXe     | Harbin     | Chine           | 7 - 14 février     |      |
| 2029  | Xe      | Trojena    | Arabie saoudite | À venir            | ,    |

## Jeux asiatiques et d'arts martiaux en salle
En 2009 a eu lieu les jeux d'arts martiaux asiatiques en salle à Bangkok. Or le comité olympique asiatique a décidé de fusionner ces jeux avec les jeux asiatiques en salle ce qui donne les premiers jeux asiatiques et d'arts martiaux en salle en 2013 à Incheon.
| Année                                       | Édition | Ville hôte          | Pays            | Dates               |
| ------------------------------------------- | ------- | ------------------- | --------------- | ------------------- |
| Jeux asiatiques en salle                    |         |                     |                 |                     |
| 2005                                        | Ier     | Bangkok             | Thaïlande       | 12 - 19 novembre    |
| 2007                                        | IIe     | Macao               | Chine (RAS)     | 26 oct. - 3 nov.    |
| 2009                                        | IIIe    | Hanoï               | Viêt Nam        | 30 oct. - 8 nov.    |
| Jeux asiatiques d'arts martiaux             |         |                     |                 |                     |
| 2009                                        | Ier     | Bangkok             | Thaïlande       | 1er - 9 août        |
| Jeux asiatiques et d'arts martiaux en salle |         |                     |                 |                     |
| 2013                                        | IVe     | Incheon             | Corée du Sud    | 29 juin - 6 juillet |
| 2017                                        | Ve      | Achgabat            | Turkménistan    | 17 - 27 septembre   |
| 2021                                        | Ve      | Bangkok et Chonburi | Thaïlande       | 21 - 30 mai         |
| 2025                                        | VIe     | Riyad               | Arabie saoudite | À venir             |

## Jeux asiatiques de plage
| Année | Édition | Ville hôte | Pays      | Dates             |
| ----- | ------- | ---------- | --------- | ----------------- |
| 2008  | Ie      | Bali       | Indonésie | 18 - 26 octobre   |
| 2010  | IIe     | Mascate    | Oman      | 8 - 16 décembre   |
| 2012  | IIIe    | Haiyang    | Chine     | 16 - 22 juin      |
| 2014  | IVe     | Phuket     | Thaïlande | 14 - 23 novembre  |
| 2016  | Ve      | Da Nang    | Viêt Nam  | 24 sept. - 3 oct. |
| 2023  | VIe     | Sanya      | Chine     | À venir           |

## Jeux asiatiques de la jeunesse
| Année | Édition | Ville hôte | Pays        | Dates             |
| ----- | ------- | ---------- | ----------- | ----------------- |
| 2009  | Ier     | Singapour  | Singapour   | 29 juin - 7 juil. |
| 2013  | IIe     | Nankin     | Chine       | 16 - 24 août      |
| 2017  | —       | Hambantota | Sri Lanka   | Édition annulée   |
| 2021  | —       | Shantou    | Chine       | Édition annulée   |
| 2025  | IIIe    | Tachkent   | Ouzbékistan | À venir           |
| 2029  | IVe     | Phnom Penh | Cambodge    | À venir           |